# Dille & Kamille

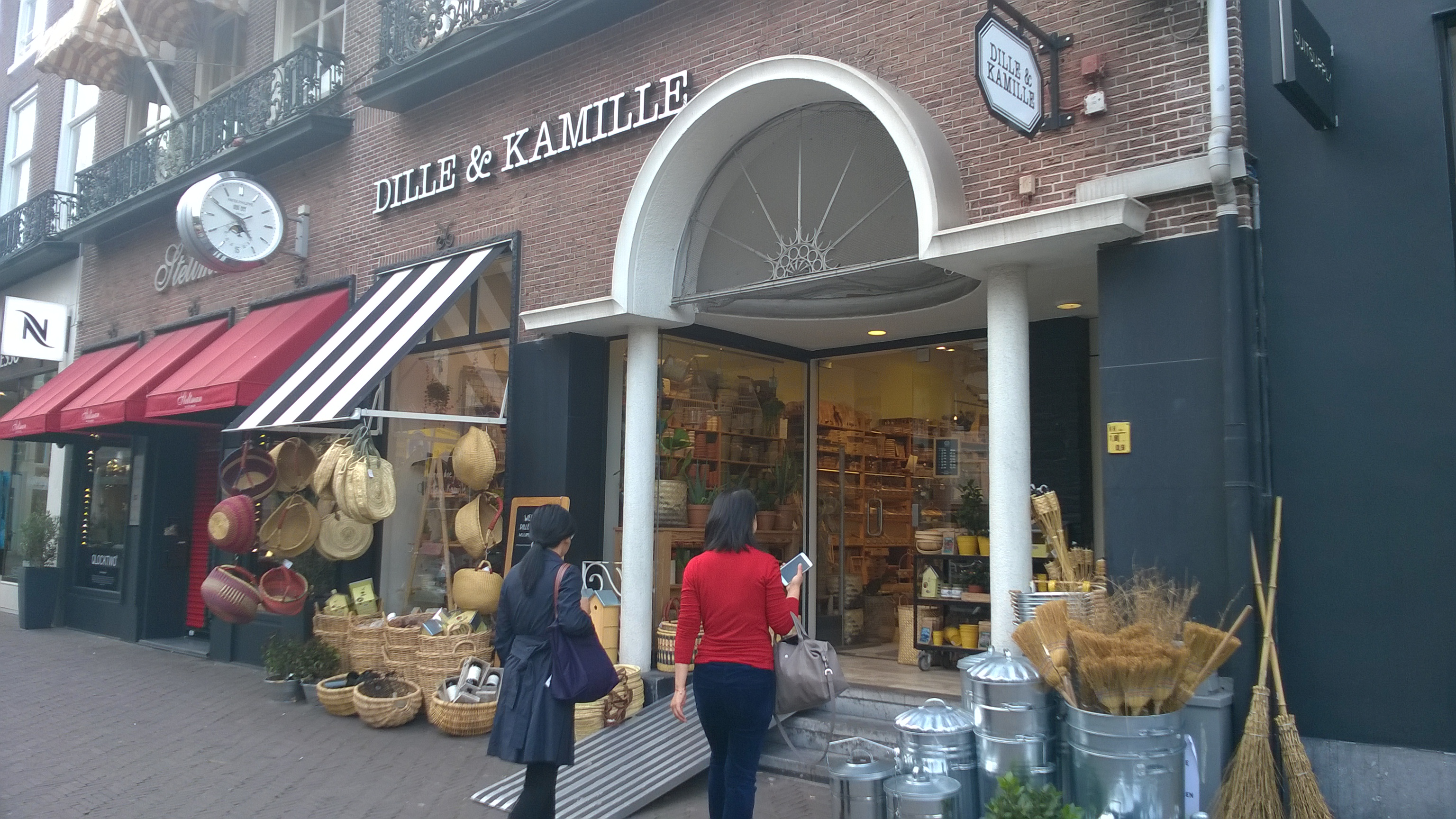
Un magasin Dille & Kamille à La Haye, aux Pays-Bas.

Pour les articles homonymes, voir Dille.
 (mars 2019).
Dille & Kamille (traduit en français par « Aneth & Camomille ») est une chaîne de magasins de commerce de détail néerlandaise, créée en 1974 à Utrecht par Freek Kamerling. Dille & Kamille commercialise des articles pour la cuisine, les loisirs créatifs, le jardinage, la décoration et l'entretien de la maison, l'hygiène et la beauté ainsi que des livres, de la nourriture et du petit mobilier.
Début 2025, Dille & Kamille compte 53 magasins aux Pays-Bas (28), en Belgique (15), principalement en Flandre, en Allemagne (9) et en France (1)[source insuffisante].

## Historique
Créé en 1974 par l'avocat Freek Kamerling, le premier magasin Dille & Kamille s'est voulu en opposition aux grands magasins de décoration et de cuisine, à la production de masse et aux couleurs fluo. 
Dans les années 1980, la marque connaît des difficultés financières en raison d'une expansion trop rapide et elle est vendue à un groupe financier néerlandais. Kamerling rachète l'enseigne en 2004 avant de céder sa place de PDG à Hans Geels en 2013,.
Depuis la création de la marque, la majorité des produits sont fabriqués à partir de matières naturelles, écologiques, recyclées ou recyclables. En 2000, Dille & Kamille est l'une des premières chaînes de magasins à remplacer le sac en plastique par un sac en coton. 